# Fun Home
Fun Home: Una familia tragicómica (Fun Home: A Family Tragicomic en inglés) es una historieta creada por Alison Bechdel en el año 2006. La obra, de carácter autobiográfico, se centra en la figura del padre de Bechdel, un director de una funeraria que no es capaz de enfrentarse a su homosexualidad. También se narra como la autora descubre que es lesbiana, aunque a diferencia de su padre, Alison lo acepta con naturalidad. En la obra también se refleja la historia de Estados Unidos en la década de 1970, con alusiones al escándalo Watergate o a los disturbios de Stonewall.
Fun Home fue la primera historieta finalista del Premio del Círculo de Críticos Nacional del Libro. Además, recibió el premio Eisner como mejor trabajo basado en hechos reales, el Stonewall Book Award, el Premio Literario Lambda, el Publishing Triangle-Judy Grahn Nonfiction Award y un GLAAD Media Awards. La revista Time incluyó a la historieta en el primer puesto de su ranking de los diez mejores libros del año 2006.
En el año 2013 se estrenó el musical Fun Home, con guion y letras de Lisa Kron y música compuesta por Jeanine Tesori; en el año 2015 ganó el premio Tony al mejor musical.

## Argumento
La historieta narra la historia de la relación de la autora con su padre, un profesor de inglés y director de la funeraria familiar, que fallece cuatro meses después de que Alison le revelara que era lesbiana. La historieta no sigue una línea temporal, sino que se alternan fragmentos de la infancia, adolescencia y juventud de Alison sin seguir un orden establecido.